# Brachyphisis
Brachyphisis is een geslacht van rechtvleugeligen uit de familie sabelsprinkhanen (Tettigoniidae). De wetenschappelijke naam van dit geslacht is voor het eerst geldig gepubliceerd in 1957 door Lucien Chopard.

## Soorten
Het geslacht Brachyphisis omvat de volgende soorten:
- Brachyphisis nattecantor Hugel, 2010
- Brachyphisis viettei Chopard, 1957